# Florencia (Argentina)
La ciudad de Florencia se encuentra en el noreste de la provincia de Santa Fe, en Argentina. Forma parte del departamento General Obligado, a 465 km de la capital provincial. Está próxima al límite con la provincia del Chaco.

## Historia
El 11 de enero de 1899 fue creada la comuna de Florencia. Fue declarada ciudad y municipio de segunda categoría el 29 de octubre de 2015.

## Economía
Florencia es un importante centro de producción primaria, con cultivos como girasol, caña de azúcar, algodón y soja. Posee grandes praderas aptas para engorde y cría de ganado bovino. También el gran impulso comercial, sumado a la reactivación de la actividad industrial, son la columna vertebral del crecimiento económico y social de esta ciudad santafesina.
El 1 de octubre de 2010 la legislatura provincial dio media sanción al proyecto de declaración de ciudad de Florencia.
Este paso es un gran avance en la historia de la localidad por consolidar definitivamente su presencia en el contexto provincial y nacional, en la segunda provincia más rica del país, y en el norte de Santa Fe que a su vez con más de 220.000 habitantes es un centro agrícola e industrial de gran envergadura y constante desarrollo.

## Localidades y parajes
- Florencia 13,857 según censo del 2022
- Parajes
  - Campo Gola
  - Campo Moussin
  - Campo Speranza
  - Campo Stangaferro
  - Colonia Urdaniz
  - Campo Viola
  - Colonia El 25
  - Puerto Piracua

## Parroquia de la Iglesia Católica
| Diócesis  | Reconquista                                  |
| --------- | -------------------------------------------- |
| Parroquia | Santa Ana                                    |
| Párroco   | Pbro. Adrián Eduardo Fun (2019 - actualidad) |

## Santa patrona
- Santa Ana, festividad: 26 de julio

## Deporte
- Clubes de la localidad: 'Florencia Cicles Club' y 'Central Florencia Futbol Club'